# شاهزاده ایران: دو سریر
شاهزاده ایران: دو سریر (به انگلیسی: Prince of Persia: The Two Thrones) یک بازی ویدئویی در سبک اکشن-ماجراجویی، سکوبازی است که توسط یوبی‌سافت مونترآل و یوبی‌سافت کازابلانکا توسعه یافته و به‌وسیلهٔ یوبی‌سافت در دسامبر ۲۰۰۵ برای پلی‌استیشن ۲، ایکس‌باکس، گیم‌کیوب و مایکروسافت ویندوز منتشر شد و سپس یک نسخه سازگارشده از آن در آوریل ۲۰۰۷، بر روی وی و پلی‌استیشن همراه عرضه شد. این بازی بعداً در سال ۲۰۰۷ با عنوان شاهزاده ایران: شمشیرهای رقیب برای پلی‌استیشن پرتابل و ویی منتشر شد.  این بازی ادامه بازی شاهزاده ایران: جنگجوی درون است.

## داستان
شاهزاده، کایلینا (ملکه زمان) را با خود همراه کرده و در حال بازگشت به شهر بابل است و خیالش راحت است که همه چیز تمام شده‌است. ولی وقتی می‌رسند که شهر در حال سوختن است. ناگهان سربازانی به سمت آن‌ها تیراندازی می‌کنند. کشتی از بین می‌رود و آن دو از هم جدا می‌شوند. سربازان، کایلینا را با خود می‌برند و شاهزاده هم به دنبال آن‌ها می‌رود و در پشت بام قصر او را پیدا می‌کند که توسط وزیر اسیر شده‌ است. در آنجا شاهزاده می‌فهمد که چون در جزیره، زمان را به عقب برگردانده، پدرش، وزیر و بقیه همه زنده شده‌اند. شاهزاده با زنجیر یکی از افراد وزیر زخمی می‌شود. سپس وزیر کایلینا را با خنجر زمان می‌کشد و روحش را به شن تبدیل می‌کند و خودش هم به اهریمنی قدرتمندی تبدیل می‌شود. ناگهان زمین می‌لرزد و شاهزاده همراه با خنجر سقوط می‌کند. بعد از مدتی به درون فاضلاب شهر میافتد. در آنجا صدایی از درونش می‌شنود که او را بیدار می‌کند. آن صدا، صدای نفس پلید شاهزاده است که می‌خواهد به وسیلهٔ شاهزاده، ایران را به نابودی بکشاند. تکه‌های زنجیری که در بازوی شاهزاده فرورفته اند به او قدرت خارق‌العاده‌ای می‌دهند. او می‌تواند به یک موجود شنی تبدیل شود و پس از مدتی به حالت عادی بازمی‌گردد. شاهزاده پس از مدتی فرح را پیدا می‌کند، ولی فرح او را نمی‌شناسد. آن دو پس از مدتی کشمکش با هم به سمت قصر راه می‌افتند. در این راه شاهزاده با غول و اهریمنان مختلفی رو درو می‌شود که در نهایت به تمام آنها فائق می‌آید. در نهایت شاهزاده به آخرین طبقه برج بابل می‌رسد. وزیر هم فرح را اسیر گرفته‌ است. شاهزاده با وزیر جنگیده و در آخر خنجر را در قلب او فرومی‌کند. سرانجام وزیر کشته می‌شود. سپس روح کالینا آمده و خنجر را با خود می‌برد. در انتها شاهزاده نفس پلید خود را شکست داده و و در کتار فرح می‌ماند.

## بازتاب‌ها
| گردآورنده  | امتیاز                                                                                       |
| ---------- | -------------------------------------------------------------------------------------------- |
| گیم‌رنکینگز | (PS2) 86.45% (Xbox) 86.35% (GC) 85.25% (PC) 82.81% (Mobile) 82.40% (Wii) 71.22% (PSP) 70.44% |
| متاکریتیک  | (PS2) 85/100 (Xbox) 85/100 (PC) 85/100 (GC) 84/100 (PSP) 74/100 (Wii) 70/100                 |

| ناشر                     | امتیاز                                                       |
| ------------------------ | ------------------------------------------------------------ |
| اج                       | 7/10 (Wii) 4/10                                              |
| الکترونیک گیمینگ مانثلی  | 8.5/10                                                       |
| یوروگیمر                 | (Xbox) 8/10 (Wii) 6/10                                       |
| گیم اینفورمر             | 9.25/10 (Wii) 8.5/10                                         |
| گیم رولیشن               | B−                                                           |
| گیم‌اسپات                 | 8.6/10 (PC) 8.4/10 (PSP) 8.1/10 (Mobile) 7.3/10 (Wii) 7.1/10 |
| گیم‌اسپای                 | · (PSP & Wii)                                                |
| گیم‌تریلرز                | 8.5/10 (Wii) 7.4/10                                          |
| گیم‌زون                   | (GC) 8.9/10 (PS2) 8.8/10                                     |
| آی‌جی‌ان                   | (PC) 9/10 8.8/10 (Mobile) 8/10 (Wii) 7.1/10 (PSP) 7/10       |
| نینتندو پاور             | (GC) 9/10 (Wii) 7/10                                         |
| اوپی‌ام (ایالات متحده)    | [ ۴۵ ]                                                       |
| اواکس‌ام (ایالات متحده)   | 9/10                                                         |
| پی‌سی گیمر (ایالات متحده) | 73%                                                          |
| The A.V. Club            | A−                                                           |
| Detroit Free Press       | [ ۴۹ ]                                                       |